# Plaque indo-australienne
La plaque indo-australienne est une plaque tectonique majeure de la lithosphère de la planète Terre sa superficie est de 143931 stéradiants, elle inclut le continent australien et l'océan le baignant, et s'étend au nord-ouest jusqu'au sous-continent indien et les eaux adjacentes. Elle était formée par la fusion des plaques indienne et australienne il y a approximativement 43 Ma.

## Mouvements de la plaque

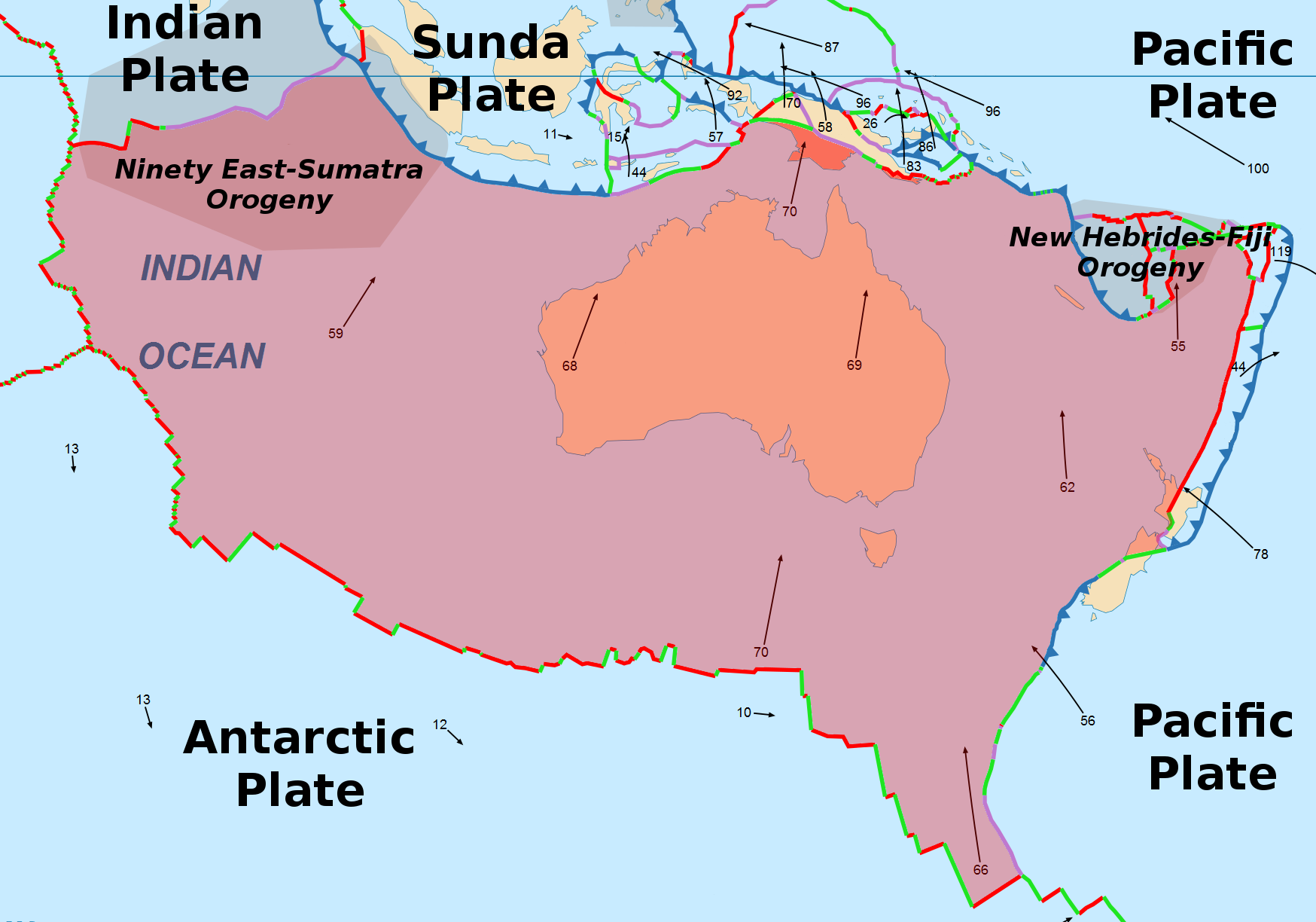
Flèches montrant la direction de la plaque indo-australienne

La partie orientale (Australie) se déplace vers le nord à une vitesse de 5,6 cm/an alors que la partie occidentale (Inde) ne se déplace qu'à une vitesse de 3,7 cm/an en raison de l'obstacle himalayen. Ce mouvement différentiel entraîne la compression de la plaque indo-australienne à son centre à Sumatra conduisant à sa division en plaque indienne et australienne,. Une troisième plaque, la plaque du Capricorne, serait également en train de se séparer du côté ouest de la plaque indienne.

## Séparation
Des études récentes et des preuves basées sur des évènements sismiques, tels que les séismes de 2012 dans l'océan Indien, suggèrent que la plaque indo-australienne peut s'être fracturée en deux ou trois plaques différentes à cause du stress exercé par sa collision avec la plaque eurasiatique le long de ce qui devint l'Himalaya, et que la plaque indienne et australienne se seraient séparées depuis au moins 3 Ma.